# Premio Dylan Thomas
Il Premio Dylan Thomas (Swansea University Dylan Thomas Prize) è un riconoscimento letterario attribuito annualmente al miglior autore di lingua inglese sotto i 39 anni.
Istituito nel 2006 dall'Università di Swansea in memoria del poeta gallese Dylan Thomas, morto a 39 anni, intende "invocare la sua memoria per sostenere gli scrittori di oggi e coltivare i talenti di domani" ed è dedicato indistintamente a romanzi, racconti, raccolte di poesie e testi teatrali.
Inizialmente attribuiva al vincitore 60000 sterline, passate alle attuali (edizione 2020) 30000.

## Albo d'oro
- 2006: Rachel Trezise, Giostre, puzzle e altre storie (Fresh Apples)
- 2008: Nam Le, I fuggitivi (The Boat)
- 2010: Elyse Fenton, Clamor
- 2011: Lucy Caldwell, The Meeting Point
- 2012: Maggie Shipstead, Festa di nozze (Seating Arrangements)
- 2013: Claire Vaye Watkins, Nevada (Battleborn)
- 2014: Joshua Ferris, Svegliamoci pure, ma a un'ora decente (To Rise Again at a Decent Hour)
- 2015: Non assegnato
- 2016: Max Porter, Il dolore è una cosa con le piume (Grief is the Thing with Feathers)
- 2017: Fiona McFarlane, L'ospite notturno (The High Places)
- 2018: Kayo Chingonyi, Kumukanda
- 2019: Guy Gunaratne, La nostra folle, furiosa città (In Our Mad and Furious City)
- 2020: Bryan Washington, Lot[7]
- 2021: Raven Leilani, Chiaroscuro (Luster)[8]
- 2022: Patricia Lockwood, Nessuno ne parla (No One Is Talking About This)[9]
- 2023: Arinze Ifeakandu, God’s Children Are Little Broken Things[10]
- 2024: Caleb Azumah Nelson, Piccoli mondi (Small Worlds)[11]
- 2025: Yasmin Zaher, The Coin[12]